# Sowjetischer Fußballpokal 1959/60
Der Sowjetische Fußballpokal 1959/60 war die 19. Austragung des sowjetischen Pokalwettbewerbs der Männer. Zum ersten Mal wurde das Turnier über zwei Kalenderjahre ausgetragen. Zwischen dem ersten Spiel und dem Finale vergingen 17 Monate.
Pokalsieger wurde Vorjahresfinalist Torpedo Moskau. Das Team setzte sich im Finale gegen Dinamo Tiflis durch. Titelverteidiger Spartak Moskau war im Achtelfinale der Finalrunde gegen den späteren Finalisten ausgeschieden.

## Modus
Die 101 Zweitligisten wurden geografisch in sieben Zonen unterteilt, die die sieben Gruppen der Klass B von 1959 widerspiegelten. In jeder Zone wurden drei Runden gespielt. Aus den Zonen 1 bis 5 und 7 qualifizierten sich drei Teams, aus der Zone 6 zwei Teams für die Finalrunde. Dort stiegen die zwölf Erstligisten ein.
Alle Begegnungen wurden in einem Spiel entschieden. Stand es nach regulärer Spielzeit unentschieden, wurde das Spiel um zweimal 15 Minuten verlängert. Stand danach kein Sieger fest, wurde die Begegnung am folgenden Tag an gleicher Stelle wiederholt.

## Teilnehmende Teams
| Klass A (12) | Klass B (101) | Klass B (101) | Klass B (101) |
| | Zone 1 (15) | Zone 2 (15) | Zone 3 (14) |
| --- | --- | --- | --- |
| - Dynamo Moskau - Lokomotive Moskau - Spartak Moskau - Torpedo Moskau - ZSK MO Moskau - Dynamo Kiew - Dinamo Tiflis - Krylja Sowetow Kuibyschew - Moldova Kischinjow - Schachtjor Stalino - SKWO Rostow - Zenit Leningrad                                                                | - Awangard Nikolajew - Chimik Jaroslawl - Chimik Dnjeprodserschinsk - Dynamo Kirow - Iskra Kasan - Lokomotive Bender - Lokomotive Saratow - Metallurg Dnjepropetrowsk - Metallurg Saporoschje - Spartak Cherson - Spartak Leningrad - Trud Wladimir - Trud Rjasan - Trud Woronesch - Trudowyje Reserwy Lipezk | - Arsenal Kiew - Awangard Charkow - Awangard Kriwoi Rog - Awangard Schitomir - Kolchosnik Poltawa - Kolchosnik Tscherkassy - Lokomotive Gomel - Snamja Truda Orechowo-Sujewo - Spartak Minsk - Swesda Kirowograd - Trud Gluchowo - Trud Tula - Schachtjor Stalinogorsk - Trudowyje Reserwy Kursk - Trudowyje Reserwy Leningrad | - FK Kuban Krasnodar - Lokomotive Tiflis - Neftjanik Baku - Rostselmasch Rostow - Schirak Leninakan - Spartak Jerewan - Spartak Naltschik - Spartak Stawropol - SKWO Tiflis - Temp Machatschkala - Terek Grosny - Torpedo Kutaissi - Torpedo Taganrog - Textilschtschik Kirowabad            |
| Klass B (101) | | | |
| Zone 4 (15) | Zone 5 (14) | Zone 6 (14) | Zone 7 (14) |
| - Awangard Simferopol - Awangard Ternopol - Baltika Kaliningrad - Daugava Riga - Dünamo Tallinn - Kolchosnik Rowno - Lokomotive Winniza - SKTschF Sewastopol - SKWO Odessa - Spartak Stanislaw - Spartak Uschgorod - Spartak Vilnius - SKWO Lwow - Tschornomorez Odessa - Uroschai Minsk | - Admiraltejez Leningrad - Energija Wolschski - Lokomotive Stalino - Raketa Gorki - Schachtjor Gorlowka - Schachtjor Kadijiwka - Schachtjor Schachty - Spartak Uljanowsk - Tekstilschtschik Iwanowo - Torpedo Gorki - Traktor Stalingrad - Trudowyje Reserwy Lugansk - Wolga Kalinin - Zenit Ischewsk         | - Hosilot Stalinabad - Kairat Alma-Ata - Kolchostschy Aschchabat - Lokomotive Tscheljabinsk - Maschinostroitel Swerdlowsk - Metallurg Magnitogorsk - Metallurg Nischni Tagil - Pachtakor Taschkent - Pamir Leninabad - Schachtjor Karaganda - Spartak Frunse - Stroitel Ufa - Swesda Perm - Trudowyje Reserwy Taschkent        | - Chimik Kemerowo - Energija Irkutsk - Irtysch Omsk - Lokomotive Komsomolsk - Lokomotive Krasnojarsk - Lokomotive Ulan-Ude - Lutsch Wladiwostok - Metallurg Stalinsk - SKWO Chabarowsk - SibSelMasch Nowosibirsk - SKWO Swerdlowsk - SibElektroMotor Tomsk - SKWO Tschita - Uroschai Barnaul |

## Vorrunde

### Zone 1

#### Viertelfinale
| Datum      |                           | Ergebnis  |                       |
| ---------- | ------------------------- | --------- | --------------------- |
| 08.07.1959 | Chimik Jaroslawl          | 4:1       | Iskra Kasan           |
| 08.07.1959 | Metallurg Dnjepropetrowsk | 1:2       | Lokomotive Saratow    |
| 08.07.1959 | Trud Rjasan               | 4:1 n. V. | Metallurg Saporoschje |

#### Halbfinale
| Datum      |                          | Ergebnis  |                           |
| ---------- | ------------------------ | --------- | ------------------------- |
| 03.07.1959 | Trud Woronesch           | 1:2       | Spartak Leningrad         |
| 03.07.1959 | Trudowyje Reserwy Lipezk | 3:0       | Awangard Nikolajew        |
| 07.07.1959 | Dynamo Kirow             | 10:30     | Lokomotive Bender         |
| 11.07.1959 | Trud Rjasan              | 1:1 n. V. | Chimik Dnjeprodserschinsk |
| 14.07.1959 | Spartak Cherson          | 2:1 n. V. | Chimik Jaroslawl          |
| 14.07.1959 | Trud Wladimir            | 4:3 n. V. | Lokomotive Saratow        |

##### Wiederholungsspiel
| Datum      |             | Ergebnis |                           |
| ---------- | ----------- | -------- | ------------------------- |
| 12.07.1959 | Trud Rjasan | 1:0      | Chimik Dnjeprodserschinsk |

#### Finale
| Datum      |                 | Ergebnis |                          |
| ---------- | --------------- | -------- | ------------------------ |
| 19.07.1959 | Spartak Cherson | 1:0      | Spartak Leningrad        |
| 19.07.1959 | Trud Wladimir   | 2:1      | Trudowyje Reserwy Lipezk |
| 19.07.1959 | Trud Rjasan     | 0:1      | Dynamo Kirow             |

### Zone 2

#### Viertelfinale
| Datum      |                         | Ergebnis |                    |
| ---------- | ----------------------- | -------- | ------------------ |
| 04.07.1959 | Arsenal Kiew            | 0+:- 1   | Spartak Minsk      |
| 04.07.1959 | Trudowyje Reserwy Kursk | 0:6      | Kolchosnik Poltawa |
| 05.07.1959 | Schachtjor Stalinogorsk | 1:2      | Trud Gluchowo      |

#### Halbfinale
| Datum      |                              | Ergebnis  |                     |
| ---------- | ---------------------------- | --------- | ------------------- |
| 07.07.1959 | Awangard Charkow             | 5:4 n. V. | Kolchosnik Poltawa  |
| 07.07.1959 | Awangard Schitomir           | 3:1       | Awangard Kriwoi Rog |
| 07.07.1959 | Snamja Truda Orechowo-Sujewo | 3:0       | Lokomotive Gomel    |
| 10.07.1959 | Kolchosnik Tscherkassy       | 0:2       | Trud Gluchowo       |
| 10.07.1959 | Trudowyje Reserwy Leningrad  | 0+:- 1    | Swesda Kirowograd   |
| 06.08.1959 | Arsenal Kiew                 | 2:0       | Trud Tula           |

#### Finale
| Datum      |                  | Ergebnis  |                              |
| ---------- | ---------------- | --------- | ---------------------------- |
| 12.08.1959 | Arsenal Kiew     | 2:0       | Awangard Schitomir           |
| 12.08.1959 | Trud Gluchowo    | 5:3 n. V. | Snamja Truda Orechowo-Sujewo |
| 19.08.1959 | Awangard Charkow | 3:1       | Trudowyje Reserwy Leningrad  |

### Zone 3

#### Viertelfinale
| Datum      |                    | Ergebnis  |                  |
| ---------- | ------------------ | --------- | ---------------- |
| 23.06.1959 | FK Kuban Krasnodar | 4:1       | Torpedo Taganrog |
| 23.06.1959 | Spartak Naltschik  | 1:1 n. V. | Torpedo Kutaissi |

##### Wiederholungsspiel
| Datum      |                   | Ergebnis |                  |
| ---------- | ----------------- | -------- | ---------------- |
| 24.06.1959 | Spartak Naltschik | 5:2      | Torpedo Kutaissi |

#### Halbfinale
| Datum      |                     | Ergebnis |                           |
| ---------- | ------------------- | -------- | ------------------------- |
| 23.06.1959 | Spartak Stawropol   | 3:1      | Lokomotive Tiflis         |
| 26.06.1959 | Rostselmasch Rostow | 4:0      | Temp Machatschkala        |
| 26.06.1959 | Neftjanik Baku      | 3:1      | Terek Grosny              |
| 26.06.1959 | Schirak Leninakan   | 6:0      | Textilschtschik Kirowabad |
| 26.06.1959 | SKWO Tiflis         | 3:1      | FK Kuban Krasnodar        |
| 26.06.1959 | Spartak Naltschik   | 1:2      | Spartak Jerewan           |

#### Finale
| Datum      |                   | Ergebnis  |                     |
| ---------- | ----------------- | --------- | ------------------- |
| 04.07.1959 | Spartak Stawropol | 1:2 n. V. | Neftjanik Baku      |
| 10.07.1959 | Schirak Leninakan | 2:0       | Spartak Jerewan     |
| 10.07.1959 | SKWO Tiflis       | 7:2       | Rostselmasch Rostow |

### Zone 4

#### Viertelfinale
| Datum      |                    | Ergebnis |                   |
| ---------- | ------------------ | -------- | ----------------- |
| 03.07.1959 | Dünamo Tallinn     | 4:0      | Uroschai Minsk    |
| 03.07.1959 | Kolchosnik Rowno   | 2:3      | SKWO Odessa       |
| 03.07.1959 | SKTschF Sewastopol | 3:1      | Awangard Ternopol |

#### Halbfinale
| Datum      |                     | Ergebnis  |                      |
| ---------- | ------------------- | --------- | -------------------- |
| 13.07.1959 | Daugava Riga        | 1:2 n. V. | SKWO Odessa          |
| 14.07.1959 | Awangard Simferopol | 0:3       | Spartak Stanislaw    |
| 14.07.1959 | Lokomotive Winniza  | 3:0       | SKTschF Sewastopol   |
| 14.07.1959 | SKWO Lwow           | 2:1       | Dünamo Tallinn       |
| 14.07.1959 | Spartak Vilnius     | 2:1       | Tschornomorez Odessa |
| 03.08.1959 | Baltika Kaliningrad | 0:1       | Spartak Uschgorod    |

#### Finale
| Datum      |                    | Ergebnis |                   |
| ---------- | ------------------ | -------- | ----------------- |
| 24.07.1959 | SKWO Lwow          | 0:1      | Spartak Vilnius   |
| 24.07.1959 | SKWO Odessa        | 6:0      | Spartak Stanislaw |
| 24.08.1959 | Lokomotive Winniza | 7:1      | Spartak Uschgorod |

### Zone 5

#### Viertelfinale
| Datum      |                        | Ergebnis |                     |
| ---------- | ---------------------- | -------- | ------------------- |
| 08.07.1959 | Admiraltejez Leningrad | 3:2      | Wolga Kalinin       |
| 08.07.1959 | Spartak Uljanowsk      | 3:2      | Schachtjor Gorlowka |

#### Halbfinale
| Datum      |                          | Ergebnis |                           |
| ---------- | ------------------------ | -------- | ------------------------- |
| 03.07.1959 | Energija Wolschski       | 4:1      | Zenit Ischewsk            |
| 06.07.1959 | Lokomotive Stalino       | 3:4      | Traktor Stalingrad        |
| 06.07.1959 | Tekstilschtschik Iwanowo | 3:2      | Torpedo Gorki             |
| 12.07.1959 | Schachtjor Schachty      | 3:0      | Raketa Gorki              |
| 13.07.1959 | Spartak Uljanowsk        | 3:1      | Trudowyje Reserwy Lugansk |
| 14.07.1959 | Admiraltejez Leningrad   | 4:2      | Schachtjor Kadijiwka      |

#### Finale
| Datum      |                        | Ergebnis  |                          |
| ---------- | ---------------------- | --------- | ------------------------ |
| 17.07.1959 | Schachtjor Schachty    | 3:0 n. V. | Energija Wolschski       |
| 18.07.1959 | Traktor Stalingrad     | 4:1       | Spartak Uljanowsk        |
| 20.07.1959 | Admiraltejez Leningrad | 4:0       | Tekstilschtschik Iwanowo |

### Zone 6

#### Viertelfinale
| Datum      |                          | Ergebnis |                             |
| ---------- | ------------------------ | -------- | --------------------------- |
| 11.06.1959 | Lokomotive Tscheljabinsk | 0+:- 2   | Trudowyje Reserwy Taschkent |
| 11.06.1959 | Metallurg Nischni Tagil  | 0:1      | Maschinostroitel Swerdlowsk |
| 11.06.1959 | Stroitel Ufa             | 0+:- 2   | Pachtakor Taschkent         |
| 22.06.1959 | Swesda Perm              | 5:1      | Schachtjor Karaganda        |
| 27.06.1959 | Kairat Alma-Ata          | 1:0      | Metallurg Magnitogorsk      |
| 06.07.1959 | Hosilot Stalinabad       | 2:1      | Spartak Frunse              |

#### Halbfinale
| Datum      |                 | Ergebnis |                             |
| ---------- | --------------- | -------- | --------------------------- |
| 05.07.1959 | Kairat Alma-Ata | 0+:- 2   | Hosilot Stalinabad          |
| 06.07.1959 | Swesda Perm     | 2:0      | Lokomotive Tscheljabinsk    |
| 09.07.1959 | Stroitel Ufa    | 4:1      | Kolchostschy Aschchabat     |
| 13.07.1959 | Pamir Leninabad | 0+:- 2   | Maschinostroitel Swerdlowsk |

#### Finale
| Datum      |                 | Ergebnis |              |
| ---------- | --------------- | -------- | ------------ |
| 18.07.1959 | Pamir Leninabad | 1:2      | Swesda Perm  |
| 19.07.1959 | Kairat Alma-Ata | 1:2      | Stroitel Ufa |

### Zone 7

#### Viertelfinale
| Datum      |                         | Ergebnis |                 |
| ---------- | ----------------------- | -------- | --------------- |
| 20.05.1959 | Metallurg Stalinsk      | 1:3      | SKWO Tschita    |
| 09.07.1959 | SibSelMasch Nowosibirsk | 0+:- 3   | SKWO Swerdlowsk |

#### Halbfinale
| Datum      |                       | Ergebnis  |                         |
| ---------- | --------------------- | --------- | ----------------------- |
| 13.06.1959 | Uroschai Barnaul      | 0+:- 3    | Lokomotive Ulan-Ude     |
| 13.06.1959 | SKWO Tschita          | 2:2 n. V. | Lutsch Wladiwostok      |
| 25.06.1959 | SKWO Chabarowsk       | 0:1       | Energija Irkutsk        |
| 07.07.1959 | Chimik Kemerowo       | 1:4       | Lokomotive Krasnojarsk  |
| 07.07.1959 | SibElektroMotor Tomsk | 4:1       | Irtysch Omsk            |
| 15.07.1959 | Lokomotive Komsomolsk | 1:0       | SibSelMasch Nowosibirsk |

##### Wiederholungsspiel
| Datum      |              | Ergebnis |                    |
| ---------- | ------------ | -------- | ------------------ |
| 14.06.1959 | SKWO Tschita | 1:3      | Lutsch Wladiwostok |

#### Finale
| Datum      |                       | Ergebnis  |                        |
| ---------- | --------------------- | --------- | ---------------------- |
| 05.07.1959 | Energija Irkutsk      | 2:0       | Lutsch Wladiwostok     |
| 21.07.1959 | Lokomotive Komsomolsk | 0:1       | SibElektroMotor Tomsk  |
| 21.07.1959 | Uroschai Barnaul      | 0:1 n. V. | Lokomotive Krasnojarsk |

## Finalrunde

### 1. Runde
Teilnehmer: Die 20 Finalsieger aus den sieben Zonen, sowie die zwölf Erstligisten.
| Datum      |                        | Ergebnis  |                           |
| ---------- | ---------------------- | --------- | ------------------------- |
| 11.07.1959 | Energija Irkutsk       | 0:3       | Spartak Moskau            |
| 15.07.1959 | Schirak Leninakan      | 5:0       | Krylja Sowetow Kuibyschew |
| 30.07.1959 | Schachtjor Schachty    | 1:4       | Moldova Kischinjow        |
| 02.08.1959 | Spartak Cherson        | 0:2       | Schachtjor Stalino        |
| 09.08.1959 | Trud Gluchowo          | 1:1 n. V. | ZSK MO Moskau             |
| 18.08.1959 | SKWO Tiflis            | 2:0       | Zenit Leningrad           |
| 19.08.1959 | Dynamo Kirow           | 3:4       | Dinamo Tiflis             |
| 19.08.1959 | Lokomotive Winniza     | 0:3       | SKWO Rostow               |
| 19.08.1959 | SibElektroMotor Tomsk  | 1:0       | Dynamo Kiew               |
| 25.08.1959 | Trud Wladimir          | 1:2       | Admiraltejez Leningrad    |
| 26.08.1959 | Arsenal Kiew           | 0:2       | Dynamo Moskau             |
| 26.08.1959 | Lokomotive Krasnojarsk | 2:4       | Torpedo Moskau            |
| 26.08.1959 | Spartak Vilnius        | 4:3       | Swesda Perm               |
| 22.09.1959 | Stroitel Ufa           | 4:2 n. V. | Awangard Charkow          |
| 21.10.1959 | SKWO Odessa            | 3:1       | Lokomotive Moskau         |
| 25.10.1959 | Traktor Stalingrad     | 1:0       | Neftjanik Baku            |

#### Wiederholungsspiel
| Datum      |               | Ergebnis |               |
| ---------- | ------------- | -------- | ------------- |
| 10.08.1959 | Trud Gluchowo | 1:7      | ZSK MO Moskau |

### Achtelfinale
| Datum      |                       | Ergebnis  |                        |
| ---------- | --------------------- | --------- | ---------------------- |
| 17.08.1959 | Schirak Leninakan     | 2:1       | Moldova Kischinjow     |
| 30.09.1959 | Spartak Vilnius       | 3:1       | Admiraltejez Leningrad |
| 04.10.1959 | SibElektroMotor Tomsk | 1:2       | Torpedo Moskau         |
| 22.10.1959 | Traktor Stalingrad    | 4:0       | Stroitel Ufa           |
| 05.11.1959 | Dinamo Tiflis         | 2:1 n. V. | Spartak Moskau         |
| 14.09.1960 | Dynamo Moskau         | 1:0       | ZSK MO Moskau          |
| 14.09.1960 | SKWO Rostow           | 0:4       | Schachtjor Stalino     |
| 14.09.1960 | SKWO Tiflis           | 0-:+ 4    | SKWO Odessa            |

### Viertelfinale
| Datum      |                 | Ergebnis |                    |
| ---------- | --------------- | -------- | ------------------ |
| 25.08.1960 | SKWO Odessa     | 1:0      | Traktor Stalingrad |
| 28.09.1960 | Dinamo Tiflis   | 5:1      | Schirak Leninakan  |
| 28.09.1960 | Spartak Vilnius | 1:2      | Schachtjor Stalino |
| 28.09.1960 | Torpedo Moskau  | 2:0      | Dynamo Moskau      |

### Halbfinale
| Datum      |                    | Ergebnis |               |
| ---------- | ------------------ | -------- | ------------- |
| 26.10.1960 | Schachtjor Stalino | 1:2      | Dinamo Tiflis |
| 27.10.1960 | Torpedo Moskau     | 4:0      | SKWO Odessa   |

### Finale
| Paarung        | Torpedo Moskau – Dinamo Tiflis |
| Ergebnis       | 4:3 n. V. (3:3, 2:0) |
| Datum          | 31. Oktober 1960 |
| Stadion        | Olympiastadion Luschniki, Moskau |
| Zuschauer      | 104.000 |
| Schiedsrichter | Konstantin Demtschenko |
| Tore           | 1:0 Gennadi Gussarow (25., Elfmeter) 1:1 Wladimer Barkaia (26.) 2:1 Gennadi Gussarow (54.) 2:2 Saur Kaloewi (58.) 3:2 Walentin Iwanow (67.) 3:3 Tengis Melaschwili (87.) 4:3 Walentin Iwanow (120.)                                                      |
| Torpedo Moskau | Alexei Polikanow – Alexander Medakin , Wiktor Schustikow, Leonid Ostrowski – Waleri Woronin, Nikolai Manoschin – Slawa Metreweli, Walentin Iwanow – Gennadi Gussarow, Boris Batanow, Oleg Sergejew (86. Alexander Sawuschkin) Cheftrainer: Wiktor Maslow |
| Dinamo Tiflis  | Sergo Katrikadse – Boris Sichinawa, Eduard Toradse, Giwi Chowtscholawa – Dschemal Seinklischwili, Giwi Tschocheli – Wladimer Barkaia, Schota Iamanidse – Tengis Melaschwili, Saur Kaloewi, Micheil Meschi. Cheftrainer: Andrei Schordanija               |